# Micrelaps bicoloratus
Micrelaps bicoloratus är en giftig ormart inom familjen stilettormar som tillhör släktet Micrelaps.

## Kännetecken
Ormen är mörkt brun-svart på ryggen och övergår i orange ganska långt upp på sidorna. Längden är 20-32 centimeter. Huvudet är som för de flesta stilletormar bara svagt markerat från resten av kroppen. Den har långa giftkörtlar.

## Utbredning
Södra Kenya och norra Tanzania.

## Levnadssätt
Lever i höglandsterräng med lös markstruktur.

### Tryckt litteratur
- Harry W. Greene. Snakes: the evolution of mystery in nature, 1997, s. 92.